# Binger Filmlab
La Binger Filmlab es un centro de desarrollo de documentales y producción de largometrajes basado en Ámsterdam en los Países Bajos. Es además un espacio donde guionistas, directores, productores y editores de scripts de todo el mundo pueden ser entrenados y apoyados por mentores y asesores. Binger abrió sus puertas en 1996 como un centro de formación post-académica para los profesionales del cine. Su sede se encuentra en Arie Biemondstraat 111 en la referida ciudad neerlandesa.